# Tiszavasvári
Tiszavasvári je mesto na Madžarskem, ki upravno spada pod podregijo Tiszavasvári Županije Szabolcs-Szatmár-Bereg.